# Habenaria hosseusii
Habenaria hosseusii är en orkidéart som beskrevs av Rudolf Schlechter. Habenaria hosseusii ingår i släktet Habenaria och familjen orkidéer.
Artens utbredningsområde är Thailand. Inga underarter finns listade i Catalogue of Life.